# A&G ARTIST ZONE THE CATCH
『A&G ARTIST ZONE THE CATCH』（エーアンドジー アーティスト ゾーン ザ キャッチ）は、超!A&G+で、2015年4月6日から2024年3月29日まで配信していた簡易動画付きインターネットラジオ番組である。

## 番組概要
- 前番組『A&G ARTIST ZONE 2h』の終了に伴い、2015年4月6日より配信開始[1]。
- 2016年3月までは前番組同様に協賛スポンサー4社による当月の推薦曲が番組内で流れていた。2016年4月より金曜日が鷲崎健からMAGES.所属の鈴木このみに交代し、これによりスポンサーが5社となった。ただし、後述の配信時間短縮に伴い、番組中に5曲の推薦曲を全て流すのが困難となったため、うち2曲を同じ超!A&G+の帯番組である『A&G NEXT BREAKS FIVE STARS』と『鷲崎健のヨルナイト×ヨルナイト』・『西山宏太朗のたろゆめ!』で1曲ずつ流すこととなった（半月で流す曲を入れ替えている）。
- 構成作家は各曜日ごとに配置されているが、月・火曜と水 - 金曜で作家が異なる。
- 月 - 木曜はパーソナリティの都合により事前収録配信（2代目月曜・火曜）と代役を立てて番組欠席（水曜・木曜）する場合がある。
- 鷲崎健が担当していた2016年4月1日までの金曜日は、前番組『A&G ARTIST ZONE 鷲崎健の2h』から引き続き毎週ゲストを呼んでのトークとリスナーの腐りかけ音源を紹介する「THE・三角コーナー」を中心に構成していた（ただし、ゲストが2組のときは同コーナーが休止になることもある）。これらの企画は2016年4月スタートの火 - 金曜0時（月 - 木曜深夜）から1時間の生配信である『鷲崎健のヨルナイト×ヨルナイト』（水曜未明に配信の「火曜版」）へ引き継がれている。
- 2016年4月4日より配信時間がこれまでより30分短縮されて1時間の生配信に縮小された。曜日によってはニコニコ生放送での延長戦トークを行なっている日もある。
- 2017年4月の番組改編に伴い、フライングドッグとポニーキャニオンが2h開始時以来のスポンサー復帰となった。
- 2017年10月からスポンサーとなったゼロエーは、所属アーティストのレギュラー番組を持たないが、ロッカンミュージックの設立に加わっており、推薦曲も流れる。
- 番組開始以来、パーソナリティは歌手のみであったが、2017年10月開始のBB-voice、11月開始の立花理香と立て続けに声優がパーソナリティに就任している。
- 2018年3月末をもってAiRIのTHE CATCHが終了し、2h時代からのパーソナリティによる番組が全て終了となった。また、一挙に4番組が終了し、2018年4月から6月までは5組中4組がグループによるパーソナリティとなった。
- 2018年4月よりランティスのスポンサー名義がバンダイナムコアーツに変更された。

### 配信時間
- 2015年4月6日 - 10月2日

月曜日 - 金曜日 18:00 - 19:30（再配信：翌日 13:00 - 14:30）
- 2015年10月5日 - 2016年4月1日

月曜日 - 金曜日 18:00 - 19:30（再配信：翌日 6:00 - 7:30）
- 2016年4月4日 - 2023年3月31日

月曜日 - 金曜日 18:00 - 19:00（再配信：翌日 6:00 - 7:00）
- 2023年4月3日 - 2024年3月29日

月曜日 - 金曜日 18:00 - 19:00

## パーソナリティ

### 現在
番組終了時点。
| 曜日 | パーソナリティ       | 開始年月日    | 所属レーベル                                   | 備考                         |
| ---- | -------------------- | ------------- | ---------------------------------------------- | ---------------------------- |
| 月   | MADKID               | 2023年10月2日 | 日本コロムビア                                 |                              |
| 火   | 浦島坂田船           | 2024年1月2日  | NBCユニバーサル・エンターテイメント            |                              |
| 水   | ASCA                 | 2024年1月3日  | SACRA MUSIC                                    |                              |
| 木   | 太陽と踊れ月夜に唄え | 2024年1月4日  | ポニーキャニオン                               |                              |
| 金   | 樋口楓               | 2021年1月1日  | バンダイナムコミュージックライブ（ランティス） | 2023年10月から12月の間は休演 |

### 過去
| パーソナリティ                               | 曜日   | 期間                           | 回数 | 所属レーベル                                   |
| -------------------------------------------- | ------ | ------------------------------ | ---- | ---------------------------------------------- |
| アース・スター ドリーム                      | 月曜日 | 2015年4月6日 - 6月29日         | 13   | アース・スター レコード                        |
| Gero                                         | 火曜日 | 2015年4月7日 - 2016年3月29日   | 52   | NBCユニバーサル・エンターテイメント            |
| 織田かおり                                   | 水曜日 | 2015年4月8日 - 2017年3月29日   | 104  | ティームエンタテインメント                     |
| AiRI                                         | 木曜日 | 2015年4月9日 - 2018年3月29日   | 156  | ランティス                                     |
| 鷲崎健                                       | 金曜日 | 2015年4月10日 - 2016年4月1日   | 52   | アトミックモンキー                             |
| 分島花音                                     | 月曜日 | 2015年7月6日 - 2016年6月27日   | 51   | ワーナー・ブラザース・ホームエンターテイメント |
| ichigo                                       | 月曜日 | 2015年7月6日 - 2017年9月25日   | 117  | ワーナー・ブラザース・ホームエンターテイメント |
| Luce Twinkle Wink☆                           | 火曜日 | 2016年4月5日 - 2019年6月25日   | 169  | NBCユニバーサル・エンターテイメント            |
| 鈴木このみ                                   | 金曜日 | 2016年4月8日 - 2017年3月31日   | 52   | MAGES.                                         |
| 西沢幸奏                                     | 水曜日 | 2017年4月5日 - 2018年3月28日   | 52   | フライングドッグ                               |
| MICHI                                        | 金曜日 | 2017年4月7日 - 9月30日         | 26   | ポニーキャニオン                               |
| BB-voice（奥山敬人・筆村栄心）               | 月曜日 | 2017年10月2日 - 2018年3月26日  | 26   | ロッカンミュージック                           |
| オッド・アイ（沢口けいこ・鷲崎健・青木佑磨） | 金曜日 | 2017年10月5日 - 2017年10月26日 | 4    | 文化放送                                       |
| 立花理香                                     | 金曜日 | 2017年11月10日 - 2018年3月30日 | 21   | ロッカンミュージック                           |
| 海乃るり・高辻麗（22/7）                     | 月曜日 | 2018年4月2日 - 2019年3月25日   | 52   | ソニー・ミュージックレコーズ                   |
| YURiKA                                       | 水曜日 | 2018年4月4日 - 2020年3月25日   | 104  | TOHO animation RECORDS                         |
| A応P                                         | 木曜日 | 2018年4月5日 - 6月28日         | 13   | AT-X                                           |
| Mia REGINA                                   | 金曜日 | 2018年4月6日 - 2020年12月25日  | 140  | ランティス                                     |
| 吉田仁美                                     | 木曜日 | 2018年7月5日 - 2018年7月26日   | 4    | 日本コロムビア                                 |
| 山崎エリイ                                   | 木曜日 | 2018年8月2日 - 2018年9月27日   | 9    | 日本コロムビア                                 |
| 沢城千春                                     | 木曜日 | 2018年10月4日 - 2020年7月30日  | 96   | ぴあ                                           |
| 亜咲花                                       | 月曜日 | 2019年4月1日 - 2022年9月19日   | 169  | 5pb.Records                                    |
| 飯田里穂                                     | 火曜日 | 2019年7月2日 - 2020年3月31日   | 38   | NBCユニバーサル・エンターテイメント            |
| petit fleurs                                 | 火曜日 | 2020年4月7日 - 2021年3月23日   | 51   | NBCユニバーサル・エンターテイメント            |
| 煌めき☆アンフォレント                        | 水曜日 | 2020年4月8日 - 2023年1月25日   |      |                                                |
| 伊東歌詞太郎                                 | 木曜日 | 2020年8月6日 - 8月27日         | 4    | KADOKAWA                                       |
| リルネード                                   | 木曜日 | 2020年9月3日 - 9月24日         | 4    | .yell plus                                     |
| 伊東歌詞太郎                                 | 木曜日 | 2020年10月1日 - 2023年3月30日  | 131  | KADOKAWA                                       |
| ▽▲TRiNITY▲▽                                  | 火曜日 | 2021年3月30日 - 2023年3月28日  | 105  | NBCユニバーサル・エンターテイメント            |
| 山崎大輝                                     | 月曜日 | 2022年9月26日 - 12月12日       | 12   | MAGES.                                         |
| FRAM                                         | 月曜日 | 2022年12月19日 - 2023年3月27日 | 15   | MAGES.                                         |
| Star★Shiμ'ne!!!                              | 水曜日 | 2023年2月5日 - 9月27日         |      | 日本コロムビア                                 |
| Fragrant Drive                               | 月曜日 | 2023年4月3日 - 9月25日         | 26   | 日本コロムビア                                 |
| なすお☆                                      | 火曜日 | 2023年4月4日 - 12月26日        | 37   | NBCユニバーサル・エンターテイメント            |
| BAD TOWN REVARSAL                            | 木曜日 | 2023年4月6日 - 9月28日         | 26   | KADOKAWA                                       |
| 群咲                                         | 木曜日 | 2023年10月5日 - 12月28日       | 13   | EMP                                            |
| MEWLIVE                                      | 金曜日 | 2023年10月6日 - 10月27日       | 4    | バンダイナムコミュージックライブ               |
| アイドルマスター シャイニーカラーズ 鷲崎健   | 金曜日 | 2023年11月3日 - 12月29日       | 9    | バンダイナムコミュージックライブ               |

### 特番
- A&G ARTIST ZONE THE CATCH Holy Party Night! スペシャル（2017年11月3日） - 悠木碧、竹達彩奈、豊田萌絵、山崎エリイ（提供：ゼロエー）
- A&G ARTIST ZONE 22/7のTHE CATCH 4thシングル「何もしてあげられない」発売記念スペシャル（2019年8月23日） - 海乃るり、高辻麗、天城サリー

## ゲスト

### 月曜日
アース・スター ドリーム
- 第1回（2015年4月6日） - 鳴海杏子
- 第5回（2015年5月4日） - 鳴海杏子
- 第9回（2015年6月1日） - 深見真、鳴海杏子
- 第10回（2015年6月8日） - ノッツ
- 第11回（2015年6月15日） - ルーツ
- 第12回（2015年6月22日） - 押月禄
- 第13回（2015年6月29日） - しろ、鳴海杏子

ichigo・分島花音
- 第4回（2015年7月27日） - 岸田
- 第8回（2015年8月24日） - けいたん、涼宮あつき、ムラトミ（RAB）
- 第9回（2015年8月31日） - MARiA、春奈るな
- 第10回（2015年9月7日） - カヨコ
- 第11回（2015年9月14日） - 三澤紗千香
- 第13回（2015年9月28日） - 生田鷹司[注 7]
- 第21回（2015年11月23日） - オーイシマサヨシ
- 第31回（2016年2月8日） - AKIRA
- 第33回（2016年2月22日） - 加隈亜衣
- 第42回（2016年4月25日） - 岸田
- 第43回（2016年5月2日） - 鹿乃
- 第47回（2016年5月30日） - 川崎里実
- 第48回（2016年6月6日） - 生田鷹司
- 第49回（2016年6月13日） - so-hey、Otsuki（ALL OFF）
- 第51回（2016年6月27日） - カヨコ

海乃るり・高辻麗（22/7）
- 第19回（2018年8月6日） - YURiKA
- 第21回（2018年8月20日） - 涼花萌（22/7）、帆風千春（22/7）
- 第33回（2018年11月12日） - 鷲崎健、倉岡水巴（22/7）
- 第44回（2019年1月28日） - 倉岡水巴[注 7]（22/7）
- 第45回（2019年2月4日） - 倉岡水巴（22/7）
- 第48回（2019年2月25日） - 花川芽衣（22/7）
- 第51回（2019年3月18日） - みあ（三月のパンタシア）

### 火曜日
Gero
- 第2回（2015年4月14日） - 佐咲紗花
- 第4回（2015年4月28日） - そらる
- 第5回（2015年5月5日） - 流田豊（流田Project）
- 第6回（2015年5月12日） - 黒崎真音
- 第7回（2015年5月19日） - 増井みお、玉井杏奈（PASSPO☆）
- 第8回（2015年5月26日） - GeroBAND
- 第9回（2015年6月2日） - 喜多修平
- 第12回（2015年6月23日） - 流田豊（流田Project）
- 第14回（2015年7月7日） - 茜屋日海夏
- 第15回（2015年7月14日） - 澁谷梓希
- 第17回（2015年7月28日） - れをる
- 第19回（2015年8月11日） - 立花理香
- 第20回（2015年8月18日） - 黒崎真音
- 第21回（2015年8月25日） - Ray
- 第22回（2015年9月1日） - 安元洋貴
- 第24回（2015年9月15日） - Ray[注 7]、川田まみ
- 第25回（2015年9月22日） - 恭一郎、赤飯
- 第26回（2015年9月29日） - Neru[注 8]
- 第27回（2015年10月6日） - ランズベリー・アーサー
- 第28回（2015年10月13日） - こーすけ
- 第30回（2015年10月27日） - 鷲崎健
- 第31回（2015年11月3日） - イナメトオル
- 第33回（2015年11月17日） - 鹿乃
- 第34回（2015年11月24日） - 黒崎真音
- 第36回（2015年12月8日） - 山北早紀、若井友希
- 第40回（2016年1月5日） - 蛇足、湯毛、that
- 第43回（2016年1月26日） - 川田まみ
- 第46回（2016年2月16日） - Ray

### 水曜日
織田かおり
- 第3回（2015年4月22日） - 南里侑香
- 第7回（2015年5月20日） - Ceui
- 第10回（2015年6月10日） - 霜月はるか[注 7]
- 第11回（2015年6月17日） - 柿島伸次
- 第18回（2015年8月5日） - 霜月はるか
- 第22回（2015年9月2日） - 吉岡亜衣加
- 第25回（2015年9月23日） - なな瀬
- 第26回（2015年9月30日） - mao
- 第27回（2015年10月7日） - AiRI
- 第28回（2015年10月14日） - 齋藤綺咲、冨田樹梨亜（アイドルカレッジ）
- 第35回（2015年12月2日） - みとせのりこ
- 第36回（2015年12月9日） - 小川真奈
- 第38回（2015年12月23日） - 上坂すみれ、柿島伸次
- 第46回（2016年2月17日） - ぷりあでぃす玲奈
- 第47回（2016年2月24日） - ルイズ、マホ（アフィリア・サーガ）
- 第49回（2016年3月9日） - 坂口喜咲
- 第51回（2016年3月23日） - 霜月はるか、伊藤賢二
- 第97回（2017年2月8日） - 吉岡亜衣加
- 第98回（2017年2月15日） - 栗林みな実
- 第101回（2017年3月8日） - みとせのりこ
- 第103回（2017年3月22日） - 霜月はるか

### 木曜日
AiRI
- 第1回（2015年4月9日） - きみコ（nano.RIPE）
- 第7回（2015年5月21日） - 佐咲紗花
- 第11回（2015年6月18日） - bamboo
- 第13回（2015年7月2日） - 織田かおり
- 第--回（2015年7月30日） - yozuca*[注 7]、橋本みゆき[注 7]
- 第23回（2015年9月17日） - bamboo
- 第35回（2015年12月10日） - rino
- 第36回（2015年12月17日） - 橋本みゆき
- 第42回（2016年1月28日） - 織田かおり
- 第45回（2016年2月18日） - きみコ（nano.RIPE）
- 第93回（2017年1月26日） - Prico
- 第101回（2017年3月23日） - yozuca*
- 第102回（2017年3月30日） - bamboo[注 7]

A応P
- 第1回（2018年4月5日） - 広瀬ゆうき
- 第2回（2018年4月12日） - 堤雪菜
- 第3回（2018年4月19日） - 旭優奈
- 第5回（2018年5月3日） - 星希成奏
- 第6回（2018年5月10日） - 堤雪菜
- 第7回（2018年5月17日） - 工藤ひなき
- 第8回（2018年5月24日） - 旭優奈

### 金曜日
鷲崎健
- 第1回（2015年4月10日） - 鈴木このみ
- 第2回（2015年4月17日） - 三澤紗千香（ピンチヒッター）、水瀬いのり、大西沙織
- 第3回（2015年4月24日） - 綾野ましろ
- 第4回（2015年5月1日） - 流田豊（流田Project）
- 第5回（2015年5月8日） - 和田光司
- 第6回（2015年5月15日） - 松嵜麗、渡部優衣、深川芹亜、松田利冴、八木菜緒、Ray
- 第7回（2015年5月22日） - 楠田亜衣奈、西沢幸奏、村川梨衣、高橋美佳子
- 第8回（2015年5月29日） - 大久保瑠美、三上枝織
- 第9回（2015年6月5日） - 奥井雅美
- 第10回（2015年6月12日） - 遠藤正明、やまけん、bamboo（前半のみ）、Gero
- 第11回（2015年6月19日） - 織田かおり
- 第12回（2015年6月26日） - 瀧川ありさ
- 第13回（2015年7月3日） - ichigo、分島花音
- 第14回（2015年7月10日） - Yun*chi
- 第15回（2015年7月17日） - MICHI
- 第16回（2015年7月24日） - 水瀬いのり、篠田みなみ（前半）、内田彩（後半）
- 第17回（2015年7月31日） - 田村ゆかり
- 第18回（2015年8月7日） - 小倉唯
- 第19回（2015年8月14日） - 黒崎真音
- 第20回（2015年8月21日） - 千菅春香
- 第21回（2015年8月28日） - Annabel
- 第22回（2015年9月4日） - 井澤美香子、村川梨衣
- 第23回（2015年9月11日） - 岸田
- 第24回（2015年9月18日） - 新田恵海（前半）、高橋美紀（後半）
- 第25回（2015年9月25日） - 早乃香織
- 第26回（2015年10月2日） - 牧野由依
- 第27回（2015年10月9日） - 鈴木このみ
- 第28回（2015年10月16日） - Suara
- 第29回（2015年10月23日） - 清浦夏実
- 第30回（2015年10月30日） - senya、かませ虎（幽閉サテライト）
- 第31回（2015年11月6日） - 西沢幸奏（前半）、A応P（後半）
- 第32回（2015年11月13日） - 田上真里奈、高宗歩未、高橋花林（Trefle）
- 第33回（2015年11月20日） - 高橋美佳子
- 第34回（2015年11月27日） - 瀧川ありさ（前半）、タカオユキ（後半）
- 第35回（2015年12月4日） - 大橋つよし（前半）、so-hey（ALL OFF）（後半）
- 第36回（2015年12月11日） - ChouCho
- 第37回（2015年12月18日） - TRUE（前半）、小倉唯（後半）
- 第38回（2015年12月25日） - 黒沢ともよ、松田利冴、吉田有里
- 第39回（2016年1月1日） - 上坂すみれ（前半）、井口裕香（後半）
- 第40回（2016年1月8日） - 綾野ましろ
- 第41回（2016年1月15日） - 米倉千尋（前半）、Machico（後半）
- 第42回（2016年1月22日） - MICHI
- 第43回（2016年1月29日） - 鈴木このみ
- 第44回（2016年2月5日） - 田所あずさ
- 第45回（2016年2月12日） - ZAQ（前半）、今井麻美（後半）
- 第46回（2016年2月19日） - A応P（前半）、井口裕香（後半）
- 第47回（2016年2月26日） - 奥井雅美
- 第48回（2016年3月4日） - 茜屋日海夏、久保田未夢
- 第49回（2016年3月11日） - 沢口けいこ、青木佑磨
- 第50回（2016年3月18日） - 高森奈津美、三上枝織
- 第51回（2016年3月25日） - 三澤紗千香
- 第52回（2016年4月1日） - ichigo、分島花音、Gero、織田かおり、AiRI

鈴木このみ
- 第20回（2016年8月19日） - 黒崎真音
- 第33回（2016年11月18日） - 西沢幸奏
- 第45回（2017年2月10日） - Choucho

## フロート番組
milktub bambooの魁!!チュッチュ組
- 配信曜日

毎週木曜日（2017年4月6日 - 6月29日）
- パーソナリティ

bamboo（milktub）
ラジカツスターズ! at THE CATCH!!
- 配信曜日

毎週木曜日（2017年7月6日 - 9月28日）
- パーソナリティ

AIKATSU☆STARS!
ChouChoのてふてふtime
- 配信曜日

毎週木曜日（2017年10月5日 - 12月28日）
- パーソナリティ

ChouCho